# Зуховицкая, Валентина Фёдоровна
Валентина Фёдоровна Зуховицкая (12 апреля 1934, Харьков, УССР, СССР — 9 января 2016, Ангарск, Иркутская область, Российская Федерация) — советская и российская театральная актриса, заслуженная артистка России, актриса Читинского областного драматического театра.

## Биография
В 1955 г. окончила музыкальное училище в Ростове-на-Дону. Свой творческий путь начала в Акмолинске (Целинограде) в качестве актрисы драматического театра вместе с супругом — режиссёром Семёном Борисовичем Зуховицким (1909—1982). Работала в драматических театрах Целинограда, Каменск-Уральского.
- 1963—1966 гг. — в Русском драматическом театре Ферганы,
- 1966—1969 гг. — в г. Вышний Волочек Калининской области,
- 1969—1977 и 1978—1992 гг. — актриса Читинского областного драматического театра. Сыграла свыше 50 ролей, в том числе: Мария («Мария Стюарт» Ф. Шиллера), Клавдия («Солдатская вдова» Н. Анкилова), Анхела («Дама-невидимка» П. Кальдерона), Волконская («Записки княгини Волконской» М. Сергеева), Мария («Святая святых» И. Друце), Турусина («На всякого мудреца довольно простоты» А. Н. Островского) и др.

В 1994 г. перешла на педагогическую работу в училище культуры в г. Чите. После окончания специальных курсов в Москве преподавала сценическую речь. Совместно с главным режиссёром Н. А. Березиным вела курс студентов Щепкинского театрального училища на базе Читинского театра драмы (сценическая речь).

## Театральные работы
- Оливия — «Двенадцатая ночь», В. Шекспир, (1966—1969, реж. С.Зуховицкий)
- Электра — «Электра», Софокл, (1966—1969, реж. С.Зуховицкий)
- Маргарет — «Кража», Дж. Лондон, (1966—1969, реж. С.Зуховицкий)
- Гелена — «Варшавская мелодия», Л. Зорин, (1966—1969, реж. С. Зуховицкий)
- Вера — «Доктор Вера», Б. Полевой, (1966—1969, реж. С.Зуховицкий)
- Диана — «Собака на сене», Лопе де Вега, (1966—1969, реж. С.Зуховицкий)
- Шафак — «В ночь лунного затмения», М. Карим, (1966—1969, реж. С.Зуховицкий)